# Michel Buillard
 (juin 2019).
Terry, Michel, Tunui Buillard, né le 9 septembre 1950 à Papeete, est un homme politique français, il est le maire de Papeete, capitale de la Polynésie française, depuis le 24 juin 1995.

## Biographie
Après une scolarité à l’école des frères de Ploërmel où il obtient son baccalauréat en 1969, il commence sa carrière professionnelle au bas de l'échelle à la banque Socrédo, puis enchaîne les postes administratifs avant de reprendre ses études et d’obtenir une licence en droit de l’université de Bordeaux en 1979. 
En 1983, il est nommé directeur de l'Office territorial d'action sanitaire et sociale (OTASS). Cette même année voit son entrée en politique au sein du Tahoeraa huiraatira et son élection au conseil municipal de Pirae dans l’équipe de Gaston Flosse. 
En 1984, la Polynésie française accède à l'autonomie interne. Premier président polynésien, Gaston Flosse le nomme membre du gouvernement de la Polynésie française en attribuant un large ministère chargé du Travail, de l'Emploi, de la Formation professionnelle et du Logement. Après les élections territoriales de 1986, il prend le portefeuille de la Jeunesse, des Sports et du Logement.  
En décembre 1987, à la suite d’un renversement de majorité, Michel Buillard revient à l’Assemblée de la Polynésie française où il siège comme conseiller dans les rangs de l’opposition Tahoeraa huiraatira.
En 1989, il fonde l’association Ia Ora Papeete à la tête de laquelle il brigue pour la première fois la mairie de Papeete. Il échoue, mais, à 38 ans, il obtient un score très honorable de 21,5 % contre un maire sortant, Jean Juventin, alors au faîte de sa popularité.
Après les élections territoriales de mars 1991, le Tahoeraa huiraatira revient au pouvoir. Gaston Flosse le nomme vice-président du gouvernement et lui attribue le ministère de la Santé, de la Solidarité, de l'Habitat et de la Recherche.
Le 24 juin 1995, Michel Buillard est élu maire de Papeete après la victoire de sa liste Ia Ora Papeete au second tour face à la maire sortante Louise Carlson.
En juin 1997, il est élu député et quitte le gouvernement. Il conservera ce poste pendant trois mandatures (RPR puis UMP), réélu en 2002, puis en 2007. Il ne se représente pas en 2012.
Il est réélu maire de Papeete en 2001, en 2008, en 2014 et en 2020.
En mai 2013, il est élu représentant à l’Assemblée de la Polynésie française sur la liste Tahoeraa Huiraatira, puis président de la commission des Institutions, des Affaires internationales et européennes, de la Solidarité, de l’Emploi et des Relations avec les communes.
En septembre 2013, il publie Tamarii Tahiti, un recueil de souvenirs d’enfance et de jeunesse (Mahana - Les Éditions du Soleil - Tahiti).  

## Détail des mandats
Dans le gouvernement de la Polynésie
- Ministre du Travail, de l'Emploi, de la Formation professionnelle et du Logement : 1984-1987
- Ministre de la Jeunesse, des Sports et du Logement : 1987
- Vice-président du gouvernement : 1991-1995
- Ministre de la Santé, de la Solidarité, de l'Habitat et de la Recherche : 1991
- Ministre de la Santé, de l'Habitat et de la Recherche : 1991-1994
- Ministre de la Santé et de l'Habitat : 1994-1995
- Ministre de la Santé et de la Culture : 1995-1996
- Ministre de la Jeunesse, de l'Insertion sociale, des Sports et de la Politique de la ville : 1996-1997

- Depuis le 24 juin 1995 : maire de Papeete (Polynésie française)
- De juin 1997 à juin 2012 : député de la 1re circonscription de la Polynésie française
- De 1987 à 1991 et depuis mai 2013 : conseiller territorial puis représentant à l'Assemblée de la Polynésie française